# Grassboard

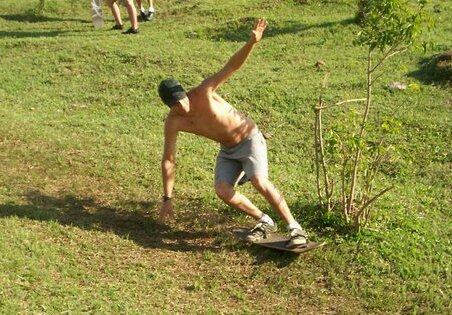
Um grassboarder.

Grassboarding é um esporte de prancha no qual o praticante desce com um shape de skate ou uma prancha de sandboard áreas inclinadas onde há grama como se fosse snowboard ou sandboard.